# Cerâmica Sue

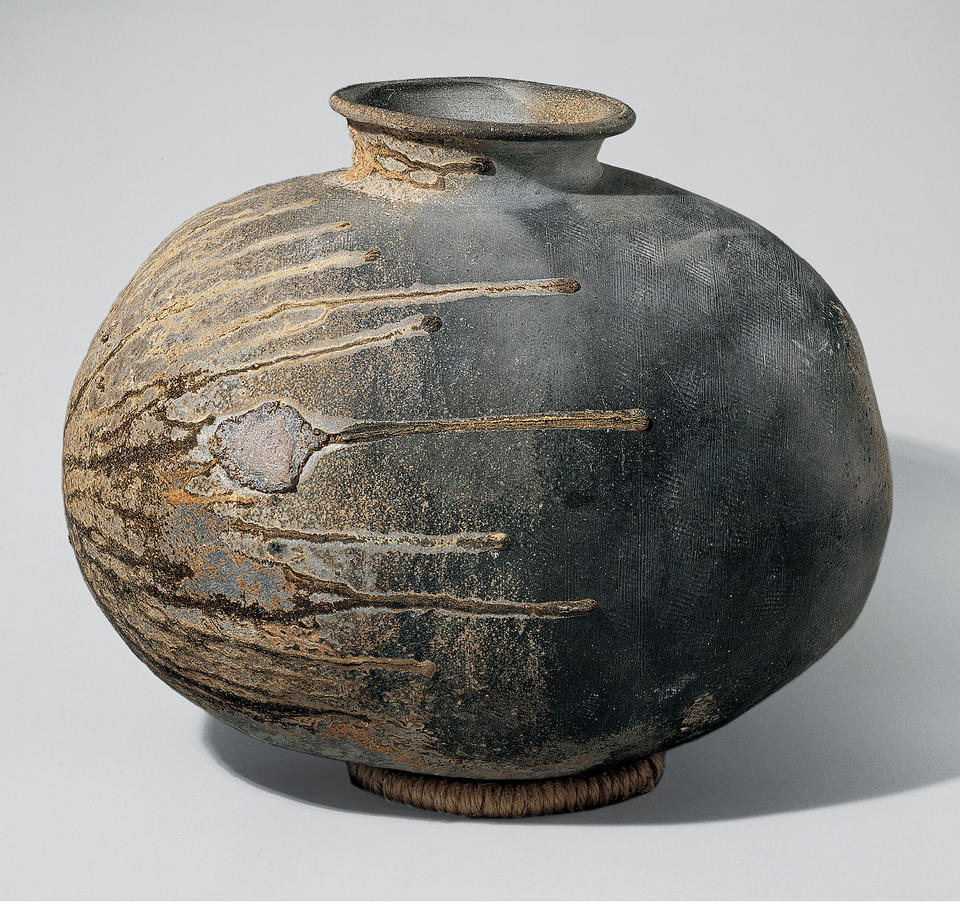
Grés Sue com esmaltação natural parcial feita por cinzas, do final do período Kofun, do século 6

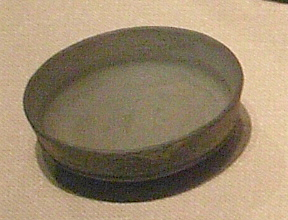
Vaso de cerâmica escavado na Província de Aomori, datando do período Kofun

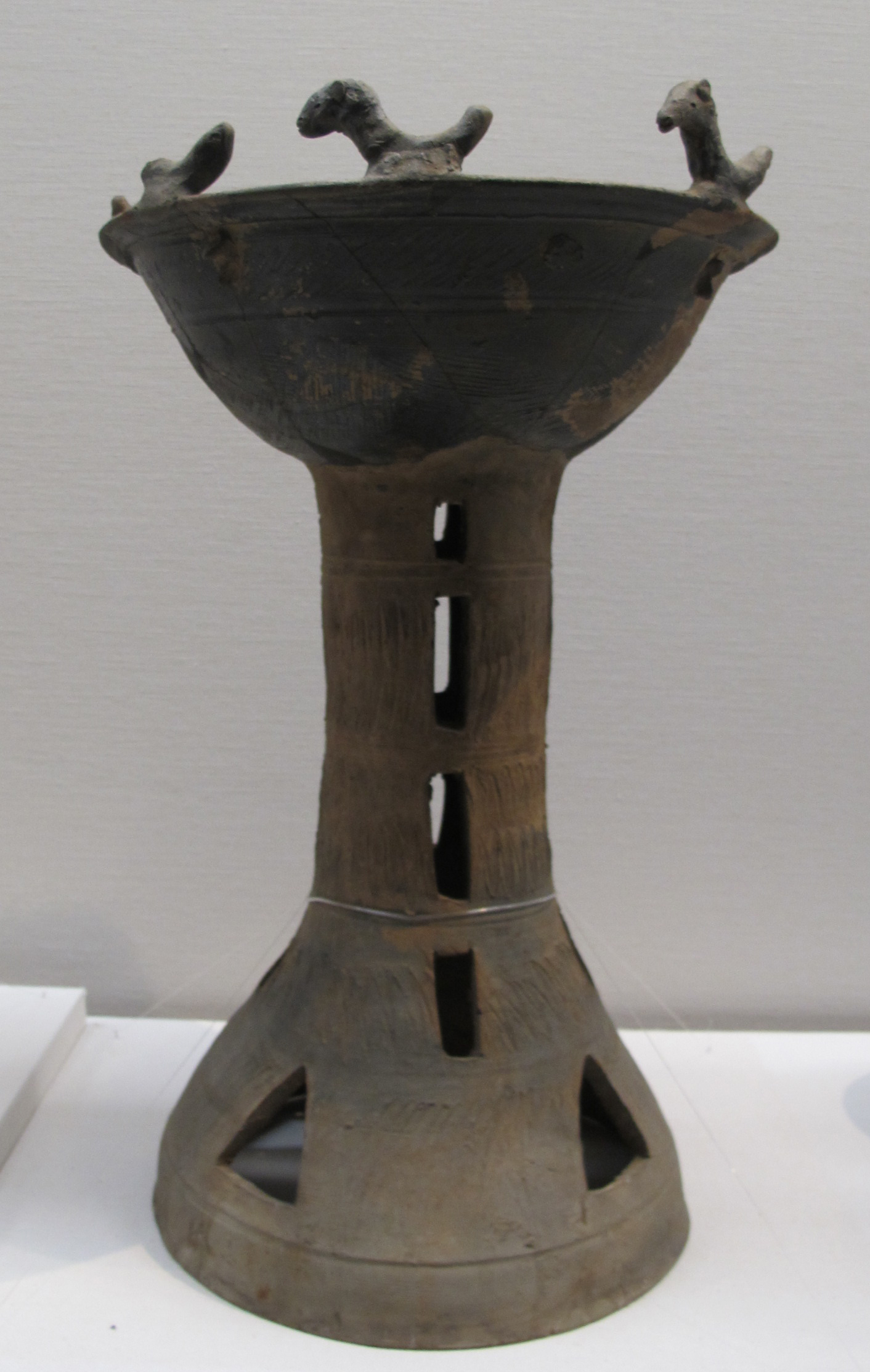
Frasco de cerâmica com decoração de aves, também do Período Kofun

Cerâmica Sue (須恵器, sueki) é um tipo de produção de cerâmica de cor cinza-azulada feita em forno alto, produzida no Japão e no sul da Coreia durante os períodos Kofun, Nara e Heian da história Japonesa. Ela era utilizada inicialmente para objetos rituais e funerários, e se originou a partir dos Mongóis que vinham da Coreia para a ilha de Kyushu. Embora as raízes de Sueki possam ser traçadas até a China antiga, o seu precursor direto é a cerâmica acinzentada dos Três Reinos da Coreia.

## História
O termo Sue foi cunhado na década de 1930 pelo arqueólogo Shuichi Goto, a partir de uma referência a recipientes mencionados na antologia de poesia clássica japonesa Man'yōshū, lançada no século XVIII. Anteriormente, os termos iwabe doki ou chosen doki eram mais comuns para se referir à cerâmica.
Acredita-se que a cerâmica Sue se originou no século V ou VI, na região Kaya do Sul da Coreia, e foi levado para o Japão por imigrantes artesãos. Ele foi contemporâneo à cerâmica nativa Japonesa Haji, que era mais porosa e de cor avermelhada. A cerâmica Sue era feita de bobinas de barro batido e alisadas ou esculpidas na forma desejada e, em seguida, era queimada em um forno com atmosfera reduzida em oxigênio, atingindo mais de 1000 °C. A grés resultante num geral não era vidrada, mas às vezes apresenta uma vidração acidental parcial feita a partir de cinzas, que derretiam e escorriam na superfície das peças de cerâmica enquanto elas estavam no forno.
A cerâmica Sue foi produzida em vários locais ao redor do Japão, incluindo o sul de Osaka, ao longo da costa do Mar Interior de Seto e partes do leste deHonshu. A técnica era usada nas telhas do telhado dos templos provinciais do sistema Kokubunjierguidos no período Nara. Por volta do final do início do século 7, a sua posição como um produto de elite foi decaindo por conta da produção em massa e pela importação de cerâmicas tricolores provenientes da da China governada pela dinastia Tang. No período Heian, Sue já tinha se tornado cerâmica para produzir recipientes utilitários, e se tornou o antepassado de um número de técnicas regionais de cerâmica ao redor de todo o Japão.